# Lisa Friedberger
Lisa Friedberger (* 23. Februar 1997 in Heidelberg) ist eine deutsche Handballspielerin, die für den deutschen Bundesligisten HSG Bensheim/Auerbach aufläuft.

## Karriere

### Im Verein
Friedberger begann das Handballspielen im Alter von neun Jahren bei der SG Nußloch. Mit der C-Jugend von Nußloch gewann sie die badische Meisterschaft. Ab dem Jahr 2011 lief die Rückraumspielerin für die TSG Ketsch auf. Mit der Ketscher B-Jugend gewann sie 2013 die deutsche Meisterschaft.
Friedberger schloss sich im Jahr 2014 der HSG Bensheim/Auerbach an. In ihrer ersten Zweitligasaison warf sie fünf Tore. Anfangs lief sie in Bensheim noch zusätzlich mit der A-Jugend in der A-Jugendbundesliga auf. Bei der deutschen A-Jugend-Meisterschaft 2016 belegte sie mit Bensheim den dritten Platz und wurde zusätzlich zur besten Abwehrspielerin beim Final Four gewählt. Im Jahr 2017 gewann sie mit der Damenmannschaft von Bensheim die Zweitligameisterschaft und stieg in die Bundesliga auf. In der Aufstiegssaison erzielte sie 87 Treffer.

### In Auswahlmannschaften
Friedberger lief für die Landesauswahl des Badischen Handball-Verbandes auf. Bei der Leistungssportsichtung des Deutschen Handballbundes wurde sie im Jahr 2011 in das All-Star-Team berufen. Friedberger nahm zwei Mal mit der badischen Auswahl am DHB-Länderpokal teil, bei dem sie 2012 den ersten Platz sowie 2013 den zweiten Platz belegte.
Friedberger gehörte dem Kader der deutschen Jugend- und Juniorinnennationalmannschaft an. Im Jahr 2013 nahm sie an der U-17-Europameisterschaft teil. Nach einer Verletzung im letzten Vorrundenspiel konnte sie nicht mehr ins Turniergeschehen eingreifen. Im darauffolgenden Jahr gewann sie bei der U-18-Weltmeisterschaft die Silbermedaille. Friedberger erzielte 18 Treffer im Turnierverlauf. 2015 gehörte sie anfangs nicht dem deutschen Aufgebot bei der U-19-Europameisterschaft an. Nachdem sich während der Vorrunde Alicia Stolle verletzt hatte, wurde Friedberger nachnominiert. Mit Deutschland schloss sie das Turnier auf dem fünften Platz ab.
Lisa Friedberger wurde im Herbst 2021 erstmals in den erweiterten Kader der deutschen A-Nationalmannschaft berufen.